# Thamnodynastes sertanejo
Espèce
Thamnodynastes sertanejo  est une espèce de serpents de la famille des Dipsadidae.

## Répartition
Cette espèce est endémique du Brésil. Elle se rencontre dans le bassin du rio São Francisco dans l'État de Bahia et dans le sud du Ceará.

## Description
Dans leur description les auteurs indiquent que l'holotype, une femelle adulte, mesure 54,5 cm dont 10,5 cm pour la queue.
C'est un serpent vivipare.

## Étymologie
Son épithète spécifique, sertanejo, est le nom donné aux habitants du Sertão, région où elle a été découverte.

## Publication originale
- Bailey, Thomas & Da Silva, 2005 : A revision of the South American snake genus Thamnodynastes Wagler, 1830 (Serpentes, Colubridae, Tachymenini). I. Two new species of Thamnodynastes from Central Brazil and adjacent areas, with a redefinition of and neotype designation for Thamnodynastes pallidus (Linnaeus, 1758). Phyllomedusa, vol. 4, no 2, p. 83-102 (texte intégral).